# In Tam
In Tam (Khmer: អ៊ិន តាំ; * 22. September 1922 in Prek Kak, Bezirk Stueng Trang, Provinz Kampong Cham, Französisch-Indochina; † 1. April 2006 in Chandler, Arizona) war ein kambodschanischer Politiker der Demokratischen Partei (ក្រុមប្រជាធិបតេយ្យ), der 1973 Premierminister von Kambodscha war.

## Leben
In Tam wurde 1964 im Kabinett von Premierminister Norodom Kantol Innenminister und bekleidete dieses Amt bis 1966. 1968 war er zeitweise Landwirtschaftsminister im Kabinett von Premierminister Penn Nouth. Er war zwischen 1966 und 1972 Mitglied der Nationalversammlung (រដ្ឋសភាជាតិកម្ពុជា) und fungierte 1970 als deren Präsident. Er gehörte zu den maßgeblichen Personen beim Putsch vom 18. März 1970, der zum Sturz von König Norodom Sihanouk führte. Bei der Präsidentschaftswahl am 4. Juni 1972 bewarb er sich um das Amt des Präsidenten. Dabei erreichte er 24 Prozent der Wählerstimmen, unterlag aber Lon Nol.
Am 6. Mai 1973 wurde In Tam von Präsident Lon Nol als Nachfolger von Hang Thun Hak schließlich selbst zum Premierminister ernannt und übte dieses Amt bis zum 9. Dezember 1973 aus, ehe Long Boret neuer Premierminister wurde. Er übernahm in seiner Regierung zugleich wieder das Amt des Innenministers.
Einen Tag nachdem die Roten Khmer am 17. April 1975 Phnom Penh eingenommen hatten, floh er am 18. April 1975 von seiner Farm in Poipet nach Thailand, wo er ohne Erfolg versuchte, eine konterrevolutionäre Streitmacht entlang der Grenze aufzubauen. Diese Bestrebungen wurden jedoch von den thailändischen Behörden unterbunden, die ihn daraufhin 1975 nach Frankreich auswiesen, wo er in Paris lebte. 1976 begab er sich in die USA, die ihm politisches Asyl gewährten. In Tam kehrte in den folgenden Jahren mehrmals nach Kambodscha zurück und gehörte zu den Gründungsmitgliedern sowie führenden Persönlichkeiten der Nationalen Einheitsfront für ein unabhängiges, neutrales, friedliches und kooperatives Kambodscha FUNCINPEC (គណបក្សហ៊្វុនស៊ិនប៉ិច) von Norodom Sihanouk. Diese war 1981 gegründet worden, um gegen die von Vietnam nach dem Sturz der Roten-Khmer-Regierung 1979 eingesetzte Regierung der marxistisch-leninistischen Revolutionären Volkspartei der Khmer zu kämpfen.
Bei der 1993 von der United Nations Transitional Authority in Cambodia (UNTAC) organisierten Wahl kandidierte In Tam für die Demokratische Partei, gewann jedoch kein Mandat in der Nationalversammlung. Im März 1997 unterzeichnete seine Partei einen Kooperationsvertrag mit der aus der Kampucheanischen Revolutionären Volkspartei hervorgegangenen Kambodschanischen Volkspartei (គណបក្សប្រជាជនកម្ពុជា) von Premierminister Hun Sen.